# نبيل فياض
نبيل فياض (1955 - 21 أغسطس 2022)، هو كاتب وناقد علماني سوري. درس الأديان واهتم بمسألة المقارنة النقدية بين الأديان والطوائف، تناول في أبحاثه المجتمع العربي وخاصة التراث الإسلامي، وطرح أبحاثه بموضوعية والبحث العلمي الأكاديمي لمحاولة طرح مفهوم اعتقادي مختلف. تناول في كتاباته الأديان والتراث الإسلامي والمجتمع العربي والإسلامي بالنقد العلمي الباحث عن الجذور والخلفيات لخلق حالة من الوعي العلمي إزاء المفاهيم والظواهر الدينية من منظور علماني لاديني.

## سيرة
ولد محمد نبيل فياض في محافظة حمص ببلدة اسمها القريتين شرق حمص، وينحدر من أسرة مسلمة سنية شافعية. يحمل شهادة صيدلة حصل عليها من جامعة دمشق ومارس مهنته في بلدته الناصرية بريف دمشق.
رغم دراسته الصيدلة إلا أن ميوله الفكرية واهتماماته الثقافية لها قصة أخرى، حيث بدأ بقراءة مستلهمة للفلسفة الأوربية، خصوصاً نيتشه، والأدب الأوروبي، ودرس اللاهوت المسيحي في الكسليك بلبنان، وفي هذا الاتجاه زعم تعلمه عددا من اللغات. اهتم بدراسة الطوائف والأقليات الدينية والمذهبية، بحث عن جذورها وتاريخها، ودافع عن حقوقها.
وقد عمل فترة في الصحافة اللبنانية، وقام في هذا الإطار بدراسات ميدانية للطوائف والفِرَق الدينية في المنطقة.

## مؤلفاته
لنبيل فياض مجموعة من الأعمال الفكرية المطبوعة التي أثارت الجدل في الأوساط الثقافية ومعظمها ممنوع من التداول في الدول العربية ما عدا لبنان، ومنها:
- كافكا ـ التحوّل: دراسة حول شخصية غريغور سامسا في قصة كافكا الشهيرة «التحوّل»، وقد حوّلت هذه الدراسة إلى مسرحيّة قدمت بالتعاون مع السفارتين التشيكية والنمساوية في دمشق. ونشر العمل في دمشق.
- الشاعر المرتد: عزرا باوند: دراسة حول فلسفة هذا الشاعر الأمريكي الهام.
- التلمود البابلي، رسالة عبدة الأوثان: ترجمة دقيقة لهذه الرسالة الهامة من التلمود البابلي عن العبرية والإنكليزية.
- مقالة في القمع: دراسة حول منهجية القمع في التعليم الديني الإسلامي.
- نيتشه والدين: دراسة حول الدين في أعمال نيتشه مع الباحثين الألمانيين ميشائيل موترايش وشتيفان دانه.
- حوارات في قضايا المرأة والتراث والحرية.
- يوم انحدر الجمل من السقيفة.
- أم المؤمنين تأكل أولادها: دراسة نقدية لسيرة السيدة عائشة أم المؤمنين.
- القصص الديني: ترجمة عن الألمانية للفصل الأول من كتاب شباير الهام: الحكايا الكتابية في القرآن.
- حكايا الطوفان: الفصل الثاني من كتاب شباير.
- القرآن ككتاب مقدّس: ترجمة عن الإنكليزية لعمل جفري الشهير.
- حكايا الصعود: دراسة مجمّعة من نصوص عديدة من الإيطالية والإنكليزية والألمانية لحادثة الإسراء والمعراج الشهيرة.
- نصّان يهوديّان حول بدايات الإسلام: ترجمة مع مقدمة وخاتمة وتفسير لنصوص يهودية مكتوبة منذ بدايات الإسلام.
- الهاجريون: ترجمة عن الإنكليزية لكتاب (باتريشيا كرونه) و (مايكل كوك).
- محمد نبيّ الإسلام: ترجمة عن الإنكليزية لعمل (مايكل كوك).
- مدخل إلى مشروع الدين المقارن.
- النصارى: دراسة لاهوتية موسَّعة حول هذه الطائفة التي انقرضت.
- إبراهيم بين الروايات الدينيّة والتاريخيّة.
- مراثي اللات والعزّى: عمل ساخر.
- رسالة إلى اليمن: ترجمة عن نص لابن ميمون مكتوب بالحرف العبري واللغة العربية، والرسالة لاهوتية الطابع.
- المسيح والميثولوجيا: نرجمة لنص بولتمان.
- فروقات المصاحف: الفروقات بين مصحف ابن مسعود والمصاحف الأخرى.

وعشرات المقالات التي تُعْنَى بالشأن السياسي أو الديني أو الاجتماعي.
إضافة إلى عمل جديد سيظهر قريباً: كمشة بدو.

## رداً على أعماله
صدرت عنه أو ضدّه أعمال، منها:
- هذه مشكلاتهم، للبوطي.
- وهذه مشكلاتنا، للبوطي.
- عائشة أم المؤمنين، للبوطي.
- وجهاً لوجه أمام التاريخ، لحامد حسن.
- دعوة إلى حوار إسلامي مفتوح لنذير مرادني.
- الرد على فيّاض، لسليم الجابي.

## أعمال عن دراساته
صدرت في أعمال فياض، دراستان بالألمانية: واحدة لـ (إيكارت فولتس)، والثانية لـ (أندرياس كريستمان)، وقد كانتا رسالتيْ دكتوراه.

## وفاته
توفي الباحث نبيل فياض بعد معاناة لسنوات من مرض عضال (الورم النقوي المتعدد)، في نهار الأحد 21 آب/أغسطس 2022 في مشفى الأسد الجامعي في دمشق. وشيع جثمانه صباح الإثنين 22 آب/أغسطس 2022، إلى مثواه الأخير في مدينته حمص وصُلّي عليه في جامع قباء، ثم ووري الثرى في مقبرة تل النصر.

وأعلن الكاتب جورج برشيني خبر وفاة فياض: 
«الباحث السوري الذي يندر أن يكرر والذي بقي متمسكاً بأرض بلده لآخر نفس».

## وصلات خارجية
- موقع نبيل فياض الرسمي
- صفحة الكاتب في موقع goodreads نبيل فياض